# Heliornithidae
- Commons
- Wikispecies

Heliornithidae é uma família de aves da ordem Gruiformes que compreende espécies tropicais encontradas na África subsaariana, Ásia e América do Sul.

## Gêneros
- Podica Lesson, 1831 (1 espécie)
- Heliopais Sharpe, 1893 (1 espécie)
- Heliornis Bonnaterre, 1791 (1 espécie)